# Musk (Familie)
Die Familie Musk ist eine prominente kanadisch-südafrikanisch-US-amerikanische Familie. Bekanntestes Mitglied ist der Unternehmer Elon Musk, der durch Firmen wie SpaceX und Tesla globale Bekanntheit erlangte. Er ist auch für seine große Kinderzahl bekannt; er hat mehr als ein Dutzend Kinder mit mindestens vier Frauen.

## Familiengeschichte
Die Vorfahren von Elon Musk stammen väterlicherseits überwiegend aus Großbritannien und dem kolonialen Südafrika. Sein Großvater väterlicherseits war Walter Henry James Musk (1916–1986), ein Südafrikaner mit hauptsächlich englischen Wurzeln. Er diente im Zweiten Weltkrieg als Kryptograph in einer Einheit des südafrikanischen Militärgeheimdienstes. Seine Frau Cora Amelia Musk, geb. Robinson (Elons Großmutter väterlicherseits), wurde in Liverpool (England) geboren und zog während des Zweiten Weltkriegs nach Südafrika. Sie hatte einen englischen Vater und eine Mutter aus einer burischen Familie. Ihr Sohn Errol Musk (geb. 1946 in Pretoria) machte Karriere als Elektroingenieur und Immobilienentwickler in Südafrika. Er war Inhaber einer Maschinenbaufirma und handelte zeitweise mit Smaragden, was der Familie in Elons Jugend einen gewissen Wohlstand bescherte. Errol engagierte sich auch politisch und wurde 1972 als Unabhängiger in den Stadtrat von Pretoria gewählt. 2017 wurde er in einem Prozess wegen Totschlags freigesprochen, nachdem er drei Einbrecher in seinem Haus erschossen hatte. 2018 wurde bekannt, dass Errol im Alter von 72 Jahren ein Kind mit seiner 30-jährigen Stieftochter Jana Bezuidenhout gezeugt hatte. 2022 hatte er mit ihr ein weiteres Kind.
Die Vorfahren Elon Musks mütterlicherseits weisen schweizerische Wurzeln auf: Elons Großvater mütterlicherseits, Joshua Haldeman, entstammte einer mennonitischen Familie aus dem Emmental in der Schweiz, die im 18. Jahrhundert aus religiösen Gründen in die Vereinigten Staaten auswanderte. Haldeman selbst wurde 1902 in Minnesota geboren, wuchs aber in Saskatchewan (Kanada) auf und heiratete dort Winnifred „Wyn“ Fletcher. Im Jahr 1950 wanderte er mit seiner Frau und den fünf Kindern – darunter Elons Mutter Maye – nach Südafrika aus. Haldeman war von Beruf Chiropraktiker (seine Mutter Almeda war die erste registrierte Chiropraktikerin in Kanada) und betätigte sich politisch als einer der Anführer der kanadischen Technokratiebewegung ab Mitte der 1930er Jahre. In den 1940er Jahren kandidierte er zweimal erfolglos für das kanadische Parlament als Kandidat der Social Credit Party of Canada. Haldeman äußerte offen antisemitische Überzeugungen und unterstützte später in Südafrika das Apartheid-Regime. Zugleich war er ein begeisterter Pilot und Abenteurer: So unternahm er mit einem einmotorigen Flugzeug mehrere Expeditionen, um eine sagenumwobene „Verlorene Stadt“ in der Kalahari-Wüste zu finden. 1974 kam er bei einem Flugunfall ums Leben.
Haldermans Tochter Maye Musk (* 1948) arbeitete zunächst in Pretoria als Ernährungsberaterin, bevor sie sich als international gefragtes Model und Autorin einen Namen machte. Sie heiratete 1970 Errol Musk und hatte mit ihm drei Kinder – Elon (* 1971), Kimbal (* 1972) und Tosca (* 1974). Das Ehepaar ließ sich 1979 scheiden. 1981 zog Elon zu seinem Vater; vier Jahre später tat dies auch Kimbal. Zu seinem Vater hatte Elon ein belastetes Verhältnis. Er bezeichnete ihn öffentlich als „fürchterlichen Menschen“ und „teuflisch“, worauf dieser in einem Interview erwiderte „wenn deine Kinder dich niemals gehasst haben, warst du auch kein guter Vater“. Elon Musk verbrachte seine Kindheit in Pretoria und wanderte mit 18 Jahren selbst nach Kanada aus, um dort Verwandte zu besuchen und schließlich in Kanada und den USA zu studieren. Seine Geschwister Kimbal und Tosca sind ebenfalls unternehmerisch bzw. künstlerisch erfolgreich; Kimbal Musk ist ein Gastronomie-Unternehmer und Umweltaktivist, Tosca Musk ist Filmproduzentin und Regisseurin.
Elon Musk wurde ab 2002 selbst Familienvater. Er war bislang mindestens dreimal in langfristigen Beziehungen und dreimal verheiratet. Aus drei Verbindungen sind – inklusive eines früh verstorbenen Säuglings – mindestens 13 Kinder hervorgegangen. Justine Musk (geb. Wilson) war Elon Musks erste Ehefrau. Gemeinsam haben sie sechs Kinder: den Sohn Nevada Alexander Musk (* 2002, verstarb mit 10 Wochen an plötzlichem Kindstod), die Zwillingssöhne Griffin Musk und Vivian Jenna Wilson (* 2004 als Xavier Musk; Vivian ist trans und änderte 2022 ihren Vor- und Nachnamen) sowie die Drillinge Kai, Saxon und Damian Musk (* 2006). Danach war Elon Musk zweimal mit der britischen Schauspielerin Talulah Riley verheiratet.
Die kanadische Musikerin Grimes war – mit Unterbrechungen – von 2018 bis 2023 Musks Partnerin. Beide bekamen miteinander drei Kinder: den Sohn X Æ A-Xii Musk (* Mai 2020), genannt „X“, die Tochter Exa Dark Sideræl Musk (* Dezember 2021 via Leihmutter), genannt „Y“, und den Sohn Techno Mechanicus (* Juni 2022), Spitzname „Tau“. X wurde durch zahlreiche öffentliche Auftritte mit seinem Vater, unter anderem bei offiziellen politischen Anlässen, weltweit bekannt. Mit Shivon Zilis (* 1986), einer Mitarbeiterin seines Unternehmens Neuralink, hat Elon im November 2021 Zwillinge bekommen: Strider (Sohn) und Azure Musk (Tochter). Im Juni 2022 kam ein drittes gemeinsames Kind hinzu, und im März 2025 gab Zilis die Geburt eines vierten Kindes – eines Sohnes namens Seldon Lycurgus – öffentlich bekannt. Im September 2025 gebar auch die US-amerikanische Influencerin Ashley St. Clair (* 1993) ein Kind von Musk, den Sohn Romulus. Musks Bruder Kimbal ist Vater von drei Kindern und seine Schwester Tosca Mutter von zwei Kindern.
Elon Musk bejahte in Interviews und via Social Media scherzhaft die Frage, ob er so viele Kinder habe, weil er einem möglichen weltweiten Bevölkerungsschwund entgegenwirken möchte. Er warnte wiederholt vor einem Bevölkerungskollaps infolge sinkender Geburtenraten und bezeichnete dies als eines der größten Risiken für die Zukunft der Zivilisation.

## Bekannte Mitglieder
| Geburtsjahr | Todesjahr | Bild | Name             | Beziehung zu Elon Musk                             | Nationalität                               | Tätigkeit                                 | Referenz             |
| ----------- | --------- | ---- | ---------------- | -------------------------------------------------- | ------------------------------------------ | ----------------------------------------- | -------------------- |
| 1902        | 1974      |      | Joshua Haldeman  | Großvater mütterlicherseits                        | US-amerikanisch, kanadisch, südafrikanisch | Politiker, Chiropraktiker                 | [ 7 ]                |
| 1946        |           |      | Errol Musk       | Vater                                              | südafrikanisch                             | Elektroingenieur und Immobilienentwickler | [ 5 ]                |
| 1948        |           |      | Maye Musk        | Mutter                                             | US-amerikanisch, kanadisch, südafrikanisch | Model, Autorin und Ernährungsberaterin    | [ 18 ]               |
| 1971        |           |      | Elon Musk        | —                                                  | US-amerikanisch, kanadisch, südafrikanisch | Unternehmer                               |                      |
| 1972        |           |      | Kimbal Musk      | Bruder                                             | US-amerikanisch, kanadisch, südafrikanisch | Unternehmer und Gastronom                 | [ 19 ]               |
| 1972        |           |      | Justine Musk     | erste Ehefrau, Mutter von sechs seiner Kinder      | kanadisch                                  | Schriftstellerin                          |                      |
| 1974        |           |      | Tosca Musk       | Schwester                                          | kanadisch, südafrikanisch                  | Filmemacherin                             | [ 20 ]               |
| 1977        |           |      | Lyndon Rive      | Cousin (Sohn von Mayes Schwester)                  | US-amerikanisch, südafrikanisch            | Unternehmer                               | [ 21 ]               |
| ?           |           |      | Peter Rive       | Cousin (Sohn von Mayes Schwester)                  | US-amerikanisch, südafrikanisch            | Unternehmer                               |                      |
| 1985        |           |      | Talulah Riley    | zweite und dritte Ehefrau                          | britisch                                   | Schauspielerin                            |                      |
| 1986        |           |      | Shivon Zilis     | Mutter von vier seiner Kinder                      | kanadisch                                  | Managerin und Investorin                  |                      |
| 1988        |           |      | Grimes           | ehemalige Partnerin, Mutter von drei seiner Kinder | kanadisch                                  | Musikerin                                 | [ 22 ]               |
| 1999        |           |      | Ashley St. Clair | Mutter eines seiner Kinder                         | US-amerikanisch                            | Autorin und Influencerin                  |                      |
| 2004        |           |      | Vivian Wilson    | Tochter                                            | US-amerikanisch                            | Influencerin                              | [ 23 ]               |
| 2020        |           |      | X Musk           | Sohn                                               | US-amerikanisch                            | —                                         | [ 12 ] [ 13 ] [ 14 ] |